# Periglaciaal
Periglaciaal is een bijvoeglijk naamwoord dat betrekking heeft op de niet onder (gletsjer)ijs liggende streken langs de randen van ijzige gebieden en de daar heersende omstandigheden en de erdoor veroorzaakte verschijnselen. De term kan dus gebruikt worden om een gebied, omstandigheden en verschijnselen mee te beschrijven. Daarbij is de term zowel in de actuele situatie als in de geologie in gebruik. In de geologie wordt de term gebruikt bij plaatsen, verschijnselen en omstandigheden die met de actuele situatie overeenkomen en dateren uit de Pleistocene ijstijden.
Een periglaciaal meer is gevormd waar de natuurlijke drainage van de topografie door een ijsblad, een ijsvlakte of een gletsjer wordt belemmerd.

## Periglaciatie
Periglaciatie is het overeenkomstige zelfstandig naamwoord met periglaciaal, waarmee men bedoelt 'periglaciale voorwaarden', zoals een gebied met een permafrost. Periglaciatie komt dicht bij berggletsjers voor. Op lagere niveaus vormt het een streek van koude rond continentale gletsjers in een wijd verspreid gebied, die misschien 20% van het aardoppervlak bevatten. 

### Effecten op het landschap
Het moeten in het Pleistoceen, door vorstactie, gevormde landschappen zijn. Ongeveer 1/3 van het oppervlak van de Aarde kan als periglaciaal worden aanschouwd. Het heersende landschap wordt ook weleens toendra genoemd.
Periglaciatie kan onder andere: solifluctie, gelifluctie, vallende rotsen en vorstkruipen veroorzaken.

### Factoren die de plaats beïnvloeden
- Breedtegraad: de temperatuur stijgt naarmate men dichter bij de evenaar komt. Periglaciale milieus komen dus voor op een hoge breedte waardoor in de meest Noordelijke landen veel periglaciale gebieden voorkomen.
- Hoogte: de temperatuur daalt ongeveer 1°C als men 100 meter hoger gaat. Daarom zijn er meer periglaciale gebieden in bergen dan in laagland op lagere breedtegraden.
- Oceaanstromen: koude oppervlaktestromen komend uit polaire gebieden verminderen de gemiddelde temperaturen op plaatsen waar zij hun effect uitoefenen waardoor ijskappen en periglaciale voorwaarden ook in relatief zuidelijk gelegen streken, zoals Groenland aanwezig kunnen zijn. Omgekeerd hebben warme oppervlaktestromen komend uit de tropen een tegengesteld effect op de betrekkelijk noordelijke gebieden waar zij invloed uitoefenen.
- Continenten: In de centra van Canada en Siberië reikt de permafrost verder naar het zuiden dan in de randgebieden.

## Landvormen geassocieerd met periglaciale milieus
- Pingo's
- Palsa's

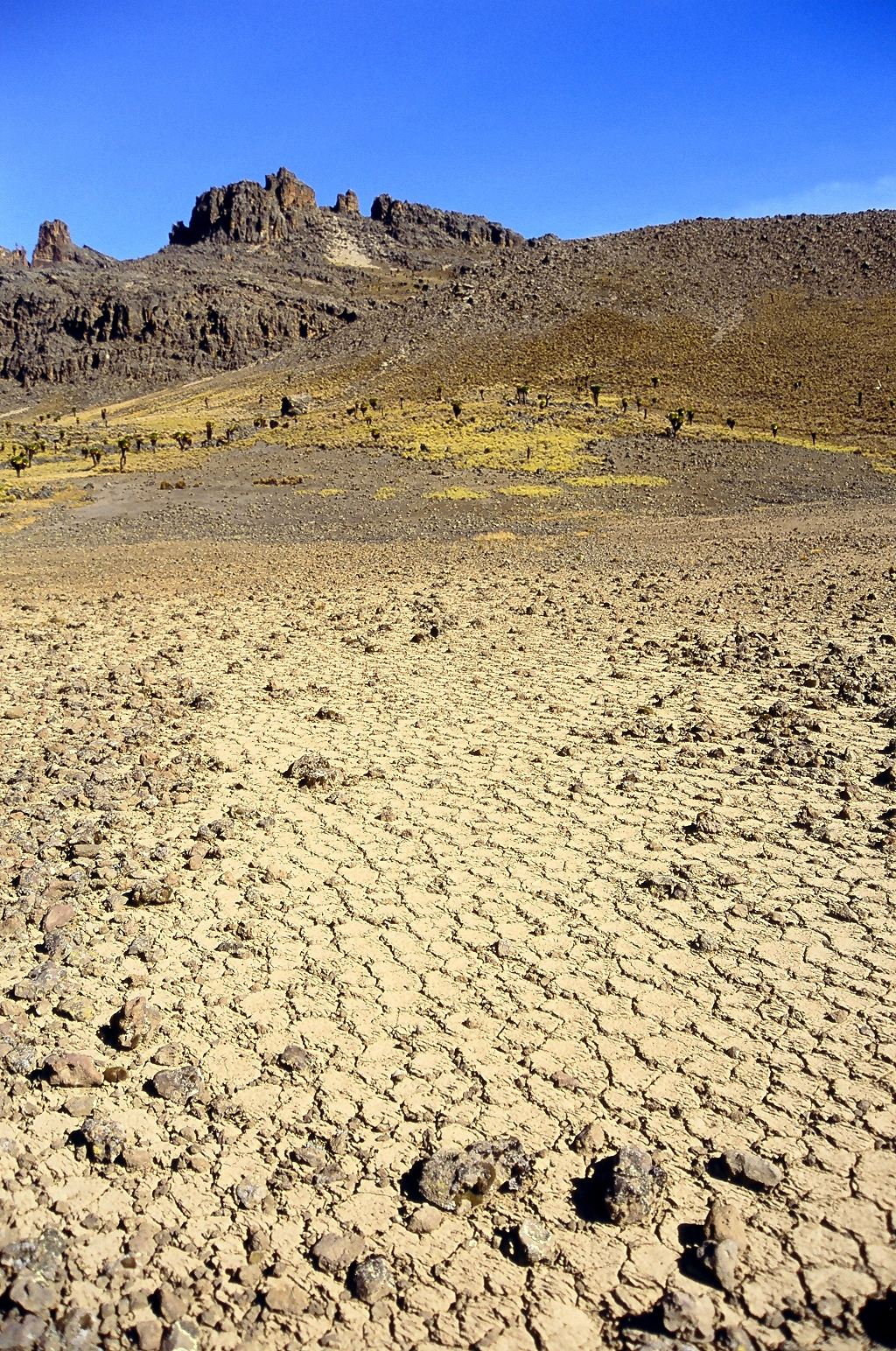
Voorbeeld van een blokveld in Mount Kenya

- 'Coombe' en hoofdstoringen: 'Coombe' zijn krijtstortingen die vooral gevonden worden in Zuid-Engeland. De hoofdstortingen zijn gemeenschappelijker onder dagzomende aardlagen van graniet op Dartmoor
- Polygoonbodems: De gevormde gronden bestaan uit stenen die de vorm, veelhoeken en strepen omcirkelt. Een proces genaamd vorst hijsen is een oorzaak van deze eigenschap.
- Solifluctiekwabben worden gevormd wanneer met water verzadigde gronden een U-vormige kwab vormen.
- Blokkenveld of Felsenmeer zijn grote hoekige blokken. Een goed voorbeeld van een blockveld kan men in het Snowdonia Nationale Park, Wales vinden.